# André Berthol
André Berthol, né le 10 novembre 1939 à Poitiers (Vienne), est un homme politique français.

## Biographie
Il est membre de l'UMP.
Il est député de 1988 à 2007, dans la 7e circonscription de la Moselle.
Conseiller général de Saint-Avold-1, il cède son siège de député à André Wojciechowski en 2007.

## Mandats
- 14/03/1971 - 13/03/1977 : conseiller municipal de Saint-Avold (Moselle)
- 13/03/1977 - 14/03/1983 : adjoint au Maire de Saint-Avold (Moselle)
- 14/03/1983 - 12/03/1989 : conseiller municipal de Saint-Avold (Moselle)
- 18/03/1985 - 02/10/1988 : conseiller général de la Moselle
- 13/06/1988 - 01/04/1993 : député
- 03/10/1988 - 27/03/1994 : conseiller général de la Moselle
- 20/03/1989 - 18/06/1995 : conseiller municipal de Saint-Avold (Moselle)
- 02/04/1993 - 21/04/1997 : député
- 28/03/1994 - 18/03/2001 : conseiller général de la Moselle
- 01/06/1997 - 18/06/2002 : député
- 19/06/2002 - 19/06/2007 : député
- 19/03/2001 - 16/03/2008 : conseiller général de la Moselle